# Fun (winkelketen)
Fun was tot 16 februari 2024 een Belgische speelgoedwinkelketen. In 2023 had Fun 29 winkels in Vlaanderen. Het hoofdkantoor is gevestigd in Brugge. Begin 2024 vroeg Fun het faillissement aan.

## Geschiedenis
In 1925 begon Alfons Coeman een kleine drukkerij in Aartrijke. Zijn vrouw verkocht daarnaast schoolartikelen. In 1963 nam zoon Gaby Coeman de zaak over, zijn echtgenote breidde de winkel uit met speelgoed. In de jaren 1980 kwam er een nieuwbouw aan de overkant van de straat en de zaak veranderde van naam in "Coemancenter". Speelgoed was nu de hoofdzaak maar er was nog steeds kantoormateriaal te koop en het gamma werd uitgebreid met tuinartikelen. Zoon Bart en zijn vrouw stapten in de zaak en een eerste extra vestiging werd gerealiseerd in Sint-Andries (Brugge). Daarna volgde Oostende.
In het jaar 2000 werd gezocht naar een financiële partner om te kunnen uitbreiden. Dat werd de investeerder "Mitiska". In 2001 werden Fun in Merksem en Fun Factory in Schilde, Edegem en Merelbeke overgenomen. De bedrijfsnaam werd gewijzigd in Fun. In de jaren daarna werden onder deze naam diverse vestigingen geopend.
In 2013 sloegen Fun en onlinespeler Fundoo de handen in elkaar. Fundoo stond gekend als online verkoper van vrijetijdsartikelen met meer dan 25 webshops waaronder 'Zwembadstore', 'Barbecueplanet' en 'Trampolineplanet'. De  stenenwinkel 'Fundoo Village' werd overgenomen door Fun. In 2016 werd Tony Mettens, ex-CEO van Maxi Toys, CEO van Fun.
Begin 2024 bleek dat het bedrijf in acute financiële moeilijkheden verkeerde. Het wilde alle 29 winkels sluiten en startte een totale uitverkoop. Op 13 februari vroeg het bedrijf zijn faillissement aan, dat op 16 februari effectief werd., .
Diezelfde dag werd ook bekend dat speelgoedwinkels ToyChamp en DreamLand en meubelketen Jysk samen elf van de 27 Fun-winkels overnemen.

## Assortiment
Fun was gekend als speelgoedwinkel, maar er waren in de loop der jaren ook andere zaken het assortiment opgenomen.